# Białobrzegi (gmina w województwie podkarpackim)
Białobrzegi – gmina wiejska w województwie podkarpackim, w powiecie łańcuckim. W latach 1975–1998 gmina położona była w województwie rzeszowskim.
Siedziba władz gminy to Białobrzegi.
Według danych z 30 czerwca 2004 gminę zamieszkiwały 7992 osoby.

## Struktura powierzchni
Według danych z roku 2002 gmina Białobrzegi ma obszar 56,13 km², w tym:
- użytki rolne: 73%
- użytki leśne: 14%

Gmina stanowi 12,42% powierzchni powiatu.

## Demografia
Dane z 30 czerwca 2004:
| Opis                              | Ogółem | Ogółem | Kobiety | Kobiety | Mężczyźni | Mężczyźni |
| --------------------------------- | ------ | ------ | ------- | ------- | --------- | --------- |
| jednostka                         | osób   | %      | osób    | %       | osób      | %         |
| populacja                         | 7992   | 100    | 4063    | 50,8    | 3929      | 49,2      |
| gęstość zaludnienia (mieszk./km²) | 142,4  | 142,4  | 72,4    | 72,4    | 70        | 70        |

## Sołectwa
Białobrzegi: (Białobrzegi prawe, Białobrzegi lewe),  Budy Łańcuckie: (Budy Łańcuckie prawe, Budy Łańcuckie lewe), Dębina, Korniaktów Południowy, Korniaktów Północny, Wola Dalsza.

## Sąsiednie gminy
Czarna, Grodzisko Dolne, Łańcut (gmina wiejska), Łańcut (miasto), Przeworsk, Tryńcza, Żołynia.